# Canal de Groguida
Le canal de Groguida est un canal de Côte d'Ivoire. Il connecte deux branches de la lagune de Grand-Lahou avec une longueur de 1 km.